# 何諾四世
何諾四世（拉丁語：Honorius PP. IV；1210年—1287年4月3日），本名雅各伯·薩韋利（Giacomo Savelli），1285年4月2日當選教宗，同年5月20日即位至1287年4月3日為止。

## 譯名列表
- 洪諾留四世：大英簡明百科[永久]、大英綫上繁體中文版[永久]作洪諾留。
- 洪诺留四世：《世界人名翻譯大辭典》1993年版作洪诺留。
- 四世：香港天主教教區檔案　歷任教宗作。
- 霍諾里烏斯四世：中国大百科智慧藏　外國人名譯名對照表作霍諾里烏斯。
- 霍诺里乌斯四世： （页面存档备份，存于）